# (28878) Segner
(28878) Segner est un astéroïde de la ceinture principale.

## Description
(28878) Segner est un astéroïde de la ceinture principale. Il fut découvert le 26 mai 2000 à l'Observatoire d'Ondřejov par Peter Kušnirák. Il présente une orbite caractérisée par un demi-grand axe de 2,58 UA, une excentricité de 0,19 et une inclinaison de 0,4° par rapport à l'écliptique.

## Compléments